# Championnats de France d'athlétisme en salle 1998
Navigation
Édition précédente Édition suivante
Les Championnats de France d'athlétisme en salle 1998 ont eu lieu les 14 et 15 février 1998 au Stadium de Bordeaux-Lac de Bordeaux

## Palmarès
| Discipline       | Hommes             | Hommes         | Femmes              | Femmes         |
| ---------------- | ------------------ | -------------- | ------------------- | -------------- |
| 60 m             | Alex Ménal         | 6 s 65         | Frédérique Bangué   | 7 s 11         |
| 200 m            | Marc Foucan        | 21 s 22        | Fabienne Ficher     | 23 s 30        |
| 400 m            | Bruno Wavelet      | 46 s 84        | Marie-Louise Bévis  | 53 s 25        |
| 800 m            | Nadir Bosch        | 1 min 50 s 54  | Virginie Fouquet    | 2 min 4 s 52   |
| 1 500 m          | Bob Tahri          | 3 min 45 s 66  | Frédérique Quentin  | 4 min 14 s 71  |
| 3 000 m          | Halez Taguelmint   | 8 min 3 s 30   | Zahia Dahmani       | 9 min 7 s 02   |
| 60 m haies       | Vincent Clarico    | 7 s 64         | Patricia Girard     | 7 s 93         |
| Saut en hauteur  | Didier Detchenique | 2,29 m         | Sandrine Fricot     | 1,78 m         |
| Saut à la perche | Romain Mesnil      | 5,60 m         | Pascale Bourguignon | 4,05 m         |
| Saut en longueur | Emmanuel Bangué    | 8,08 m         | Linda Ferga         | 6,66 m         |
| Triple saut      | Serge Hélan        | 16,89 m        | Sylvie Borda        | 13,88 m        |
| Lancer du poids  | Jean-Louis Lebon   | 18,20 m        | Laurence Manfrédi   | 16,97 m        |
| 3 000 m marche   | -                  | -              | Nora Leksir         | 13 min 16 s 30 |
| 5 000 m marche   | Pascal Servanty    | 19 min 51 s 17 | -                   | -              |
| Heptathlon       | Sébastien Levicq   | 5 880 pts      | -                   | -              |
| Pentathlon       | -                  | -              | Guilaine Graw       | 4 140 pts      |